# Región de Bania Luka
La Región de Bania Luka (Regija Banja Luka en serbio) es una de las siete regiones de la República Srpska. Su centro administrativo es la ciudad de Bania Luka, que también es la capital de la república, y está localizada en el noroeste de Bosnia-Herzegovina. Según la estimación de 2005, la población de la región de Banja Luka estaba en 709.000 residentes aproximadamente.

## Lista de Municipios
1. Bania Luka (estatus de ciudad)
2. Bosanska Kostajnica
3. Bosanska Gradiška
4. Čelinac
5. Istočni Drvar
6. Jezero
7. Kneževo
8. Kotor Varoš
9. Kozarska Dubica
10. Krupa na Uni
11. Kupres
12. Laktaši
13. Mrkonjić Grad
14. Novi Grad
15. Oštra Luka
16. Petrovac
17. Prijedor
18. Prnjavor
19. Ribnik
20. Srbac
21. Šipovo
22. Teslić

- Datos: Q782174
- Multimedia: Banja Luka Region / Q782174